# ポルサット
ポルサット(ポーランド語: Polsat)は、ポルサット・グループが所有するポーランドの民間テレビ局です。

## 沿革
Polsat は、1992年12月5日16:30にオランダのヒルフェルスムからポーランド初の民間放送局としてジグムント・ソロルジャク (Zygmunt Solorz-Żak) によって設立されました。オランダからテレビ放送を提供した理由は、まだ商業チャンネルを許可していないポーランドの法律に違反することなくポーランドの視聴者に届けられる合法的な方法でした。1994年1月 27日、ポルサットは Krajowa Rada Radiofonii i Telewizji (全国ラジオ・テレビ評議会) から全国商業放送のライセンスを受け取り、これにより公共放送局の独占は終了しました。現在、ポルサット はポーランドの 4 大テレビ ネットワークの 1 つであり、市場シェアは 11.45% です。

## テレビ番組
- Wydarzenia
- Przyjaciółki
- Twoja twarz brzmi znajomo
- Grzechy sąsiadów
- Awantura o kasę
- Dancing with the Stars. Taniec z gwiazdami
- Pierwsza miłość